# اصغير ولد مبارك
اسغير ولد مبارك محامي وسياسي موويتاني من مواليد (النعمة سنة 1954 م)

## حياته
بدأ اسغير حياته مبكرا حيث كان عضوا نشطا في حركة الحر لينشق عنها على اثر خلاف داخلي، في سنة 1991 م ظهر اسغير مجددا كنائب أول للمرشح آنذاك الداه ولد الشيخ عن اللائحة الخضراء، بعدها ومع بداية المسلسل الديمقراطي في موريتانيا تم انتخاب اسغير في أول برلمان كنائب عن مقاطعة الميناء.

## مناصب
ما بين عامي 1992 م و 2003 م تولي اسغير عدة حقائب وزارية من أهمها التهذيب والنقل والصناع حيث كان من الشخصيات المقربة من الرئيس السابق معاوية ولد سيدي أحمد الطايع، بعد المحاولة الانقلابية الفاشلة في 6 يونيو 2006 عينه وزيرا أولا،  خلفا للشيخ العافية ولد محمد خونة، بقي في هذا المنصب حتي الإطاحة بولد الطايع.
ترشح كمستقل للاننخابات الرآسية التي اجريت سنة 2009 م 
يشغل الآن منصب رئيس المجلس الدستوري 